# دوتري (فرقة)
دوتري (بالإنجليزية: Daughtry)‏ هي فرقة روك أمريكية من كارولينا الجنوبية، مرشحة لأربعة جوائز غرامي وحائزة على الجائزة الموسيقية الأمريكية، أسسها المغني كريس دوتري عام 2006، الذي كان متبارياً سابقاً في مسابقة المواهب الغنائية أمريكان آيدول. أطلقت الفرقة الأولى ألبومها الأول بعنوان "Daughtry"، وحققت نجاحاً كبيراً، حيث احتل المركز الأول في قائمة "Billbaord Hot 200" لأسبوعين غير متتاليين، ليفوق بذلك مبيعات الألبوم الأول لتايلور هيكس الفائز بأمريكان آيدول في العام نفسه.

## روابط خارجية
- دوتري على موقع IMDb (الإنجليزية)
- دوتري على موقع ميوزك برينز (الإنجليزية)
- دوتري على موقع رولينغ ستون (الإنجليزية)
- دوتري على موقع أول ميوزيك (الإنجليزية)
- دوتري على موقع ديسكوغز (الإنجليزية)